# Desert of Maine

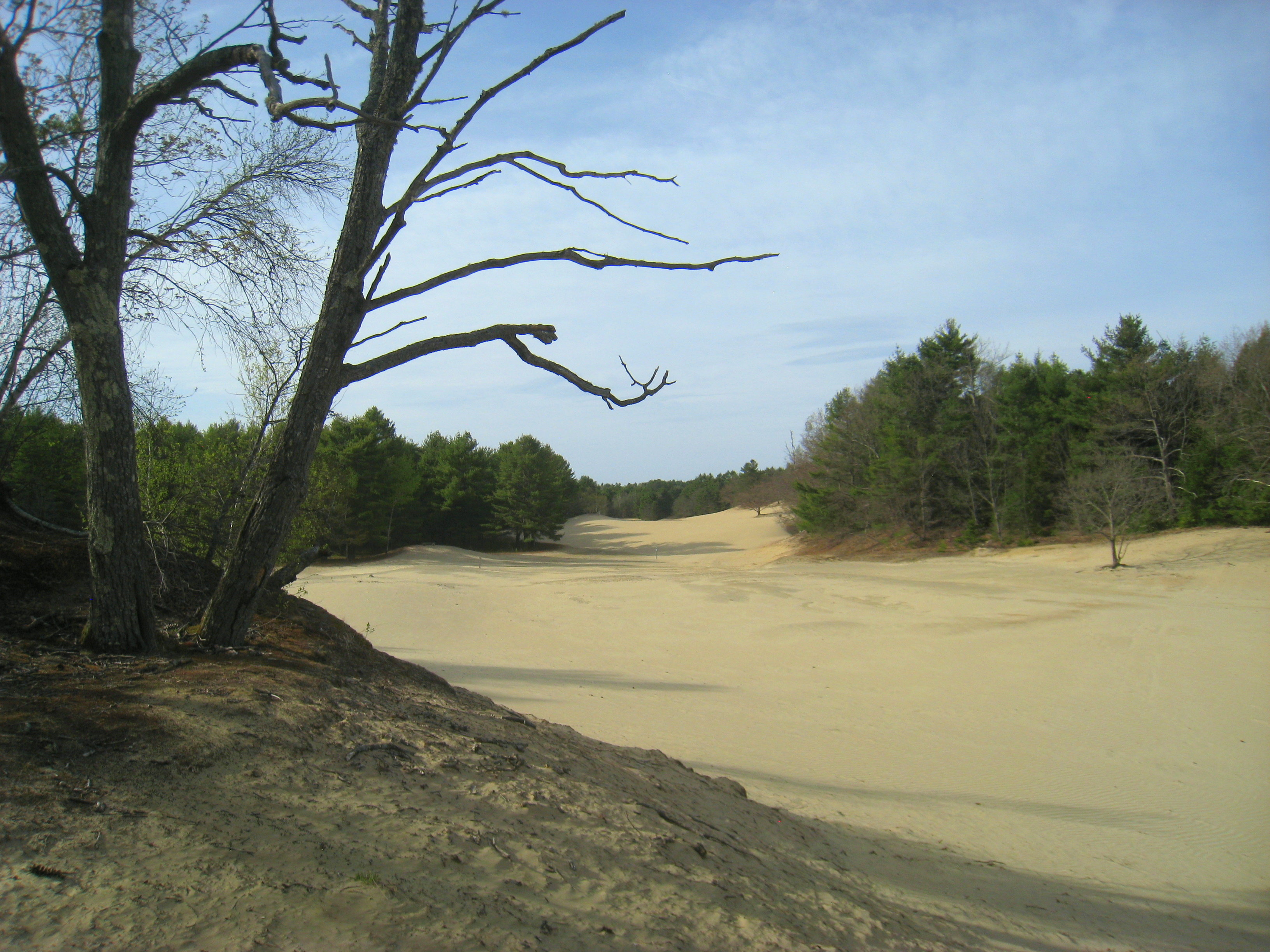
Blick in die Desert of Maine

Die Desert of Maine (de.: Wüste von Maine) ist eine Binnendünenlandschaft im US-Bundesstaat Maine. Sie liegt etwa vier Kilometer westlich des Stadtzentrums von Freeport (Cumberland County) in einem Kiefernwald.

## Geschichte
Im Jahr 1797 (oder 1783) zog William Tuttle mit seiner Familie auf das damals knapp 121 Hektar umfassende Farmgelände. Dort baute man zunächst sehr erfolgreich Kartoffeln an, erntete Heu und hielt Rinder. Nachfolgende Generationen besaßen zudem Schafe, um deren Wolle an Webereien zu verkaufen. Fehler bei der Fruchtfolge führten im Zusammenspiel mit massiver Entwaldung und Überweidung nach einigen Jahrzehnten jedoch zu zunehmender Bodenerosion, die Sandvorkommen freilegte. Es handelt sich um Sand und Schluff, die dort seit dem Ende der bislang letzten Vergletscherungsphase des pleistozänen Eiszeitalters vor etwa 10.000 Jahren liegen. Damals schliffen die Gletscher der Region größere Steine zunächst zu Kies und später zu noch feinkörnigeren Materialien, die bis zu 25 Meter tief lagern. Im Laufe der Zeit erweiterten sich diese vereinzelten kleinen Flecke, starker Nordwestwind formte Dünen und trieb den Sand immer weiter, bis schließlich eine zunächst irreversible Desertifikation einsetzte. Zunächst erwogen die Tuttles noch, den Sand zur Herstellung von Backsteinen zu nutzen und sich auf diese Weise ein neues Standbein aufzubauen, doch der hohe Glimmeranteil verhinderte die notwendige Stabilität der Steine. 1919 sah sich die Familie deshalb letztendlich gezwungen, die Farm endgültig aufzugeben. 
Henry Goldrup († 1976), der angebliche Erfinder des Stoßstangenaufklebers, erwarb das Gelände für 300 US-Dollar und wandelte es bis 1925 in eine Touristenattraktion um. Mit der Zeit wurden die Farmgebäude vom Sand umweht. Das gleiche Schicksal ereilte auch ein 1935 errichtetes Pumpenhaus, das 1962 vollständig geschluckt wurde und 2006 unter einer 2,5 Meter starken Sanddecke lag. Nach Goldrups Tod konnte seine Ehefrau Elizabeth das Gelände nicht mehr selbst verwalten. Nachdem es zwei Jahre zum Verkauf gestanden hatte, erwarb es im  Frühsommer 1982 der Kalifornier Ronald Dobson mit seiner Familie.
Die Desert of Maine ist mittlerweile ein über die Staatsgrenzen hinaus bekanntes Reise- und Ausflugsziel und verzeichnet jährlich knapp 30.000 Besucher. Um sie als Naturkuriosität mit bis zu 18 Meter hohen Dünen zu bewahren, wird unter anderem mit starken Auslichtungen versucht, ein Zuwachsen durch einstreuende Fauna zu unterbinden. Trotzdem hat die Wüste seit ihrer Offenlegung bereits einen Großteil ihrer ursprünglichen Ausdehnung eingebüßt und misst momentan nur noch etwa 16 Hektar.